# Плющ, Иван

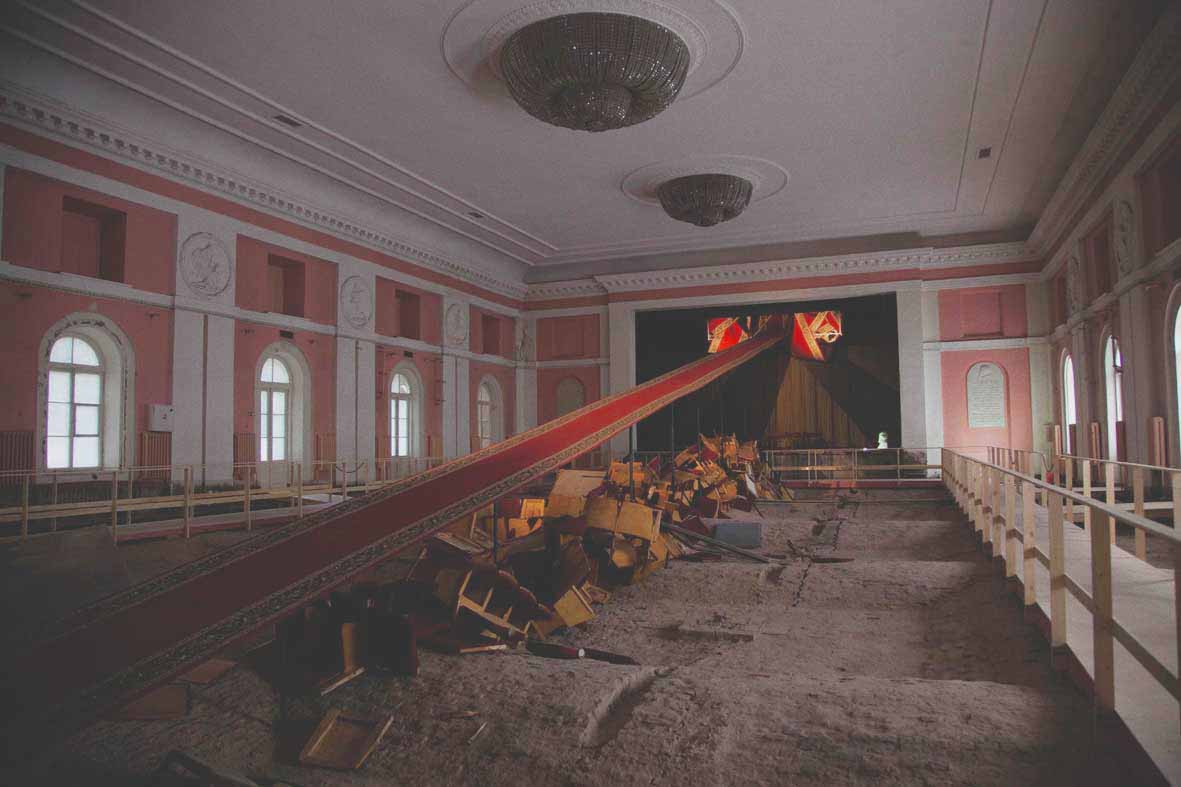
Иван Плющ. Процесс прохождения. Инсталляция. 2014. Санкт-Петербург

Ива́н Плю́щ (настоящее имя  Иван Сергеевич Плющев, 29 января 1981, Ленинград) — российский художник.

## Биография
С 1997 по 2001 год учился в Санкт-Петербургском училище им. Н. К. Рериха. С 2003 по 2009 год учился в Государственной художественно-промышленной академии им. А. Л. Штиглица на кафедре монументально-декоративной живописи (руководитель дипломной работы С. П. Пономаренко).
В 2007 году вместе с Анастасией Шавлоховой и Ильёй Гапоновым придумал и создал арт-проект «Непокорённые». К числу наиболее знаменитых соло-проектов относится «Процесс прохождения», показанный на биеннале «Манифеста 10» (2014): гигантская ковровая дорожка поднималась под потолок сцены торжественного актового зала, где выступал Ленин. Впервые работа была показана на Уральской биеннале современного искусства в Екатеринбурге в 2012 году. В 2015 году принял участие в Венецианской биеннале современного искусства в одном из проектов Дмитрия Озеркова.
В 2013 году российский «Форбс» признал Плюща одним из семи самых перспективных художников России. В 2017—2018 годах входил в российский инвестиционный художественный рейтинг 49ART, представляющий выдающихся современных художников в возрасте до 50 лет.

## Персональные выставки
- 2021-2022 — «Театр Плюща»[3]. Московский Музей современного искусства. Москва
- 2021 — «После сингулярности». Галерея pop/off/art. Москва
- 2021 — «После всего / После всех. Часть 1. После стула». Центр современного искусства им. Сергея Курёхина. Санкт-Петербург
- 2019 — «Between the dream and the nightmare». Kiscelli Museum. Будапешт, Венгрия
- 2019 — «The Promise of Eternal Life». Deborah Colton Gallery. Хьюстон, США
- 2018-2019 — «Механизм бессмертия». Центр современного искусства «Арсенал». Нижний Новгород
- 2018 — «Не-место. Анемия восприятия». Международном Центре Искусств «Главный проспект». Екатеринбург
- 2018 — «Эффект липких пальцев», галерея pop/off/art, Москва
- 2015 — «Чужое / Частное», Galerie Iragui, Москва
- 2014 — «Внутренние комнаты», галерея Anna Nova, Санкт-Петербург[4].
- 2014 — «Иллюзия страшнее реальности» (совместно с Ириной Дрозд). Арт-центр «Гридчинхолл», Московская область[5].
- 2012 — «Процесс прохождения — 3», галерея Anna Nova, Санкт-Петербург[6].
- 2011 — «Пока петухи не пропели». Галерея М. & Ю. Гельман, Москва[7].
- 2010 — «Идеальное излучение». Галерея XL, Москва[8].
- 2009 — «Скульптуры». Галерея «Pop/off/art», Москва[9].
- 2008 — «Трофеи города». Галерея «Ателье № 2», Винзавод, Москва.
- 2008 — «Памяти геройской жизни…». Галерея «АРТСтрелка-projects», Москва.
- 2007 — «Музейные бренды». Галерея С-Арт, Москва.
- 2007 — «Музейные бренды». Галерея Navicula Artis, Санкт-Петербург.

## Избранные групповые выставки
- 2021 — «На следующий день». Miskolc gallery. Мишкольц. Венгрия
- 2021 — «За тучами Фьюче». ДК Громов. Санкт-Петербург
- 2021 — «Осмос. Текучая эстетика». Электромузей. Москва
- 2020 — «Музей Сергея Курехина: Прототип #5». ЦСИ им. Сергея Курехина. Санкт-Петербург
- 2020 — «Простые вещи». ДК Громов. Санкт-Петербург
- 2019 — «Àccents». Marino Marini Museum. Флоренция. Италия
- 2019 — «Russia. Timeless». Центр современного искусства DOX. Прага. Чехия
- 2019 — World Art Fest. Imitate Modern. Лондон. Великобритания
- 2019 — World Art Roadshow. ЦСИ «Винзавод». Москва
- 2019 — «Земля / Небо». Галерея «Агентство Art.Ru». Москва
- 2019 — «Избранные произведения современных российских художников». MOSS Boutique Hotel. Москва
- 2019 — «Непокоренные во времени и пространстве». ДК Громов. Санкт-Петербург
- 2019 — «Нюансы отражения мира». Арт-курорт. Санкт-Петербург
- 2019 — «Пластическая масса. Русская скульптура второй половины ХХ — начала XXI века». Государственный Русский музей. Санкт-Петербург
- 2018 — «Любить / Творить». ДК Громов. Санкт-Петербург
- 2018 — «Мяч в искусстве». ВЗ «Зарядье». Москва
- 2018 — «Слепки». Научно-исследовательский музей Российской академии художеств. Санкт-Петербург
- 2018 — «Трагедия в углу». Музей Москвы. Москва
- 2018 — «Living Together». ЦВЗ «Манеж». Москва
- 2017 — «Желание Вечности». Ural Vision Gallery. Екатеринбург
- 2017 — «Основной состав». Alvitr Gallery. Екатеринбург
- 2017 — «Право на грядущее». Музей искусства Санкт-Петербурга ХХ-ХХI веков. Санкт-Петербург
- 2017 — «Проспект непокоренных». Московский музей современного искусства. Москва
- 2017 — Ежегодная выставка молодого искусства. Мастерская 2007. Пространство / Space. Московский музей современного искусства. Москва
- 2017 — «Luther and the Avantgarde». Виттенберг. Берлин
- 2017 — «NEWCOLLECTION». ДК Громов. Санкт-Петербург
- 2016—2017 — «Проявление». Ural Vision Gallery. Екатеринбург
- 2016 — «ПОЛОСКИ/strips». М-галерея. Ростов-на-Дону
- 2016 — «Соавтор». НОВОЕ КРЫЛО Дома Гоголя. Москва
- 2016 — «Футбол — хоккей». ЦСИ «Винзавод». Москва
- 2015—2016 — «Диалоги с классикой. Коллективное сознательное». ЦСИ «Винзавод». Москва
- 2015 — «Искусство быть рядом». Московский музей современного искусства. Москва
- 2015 — «Малые формы». Галерея Anna Nova. Санкт-Петербург
- 2015 — «Надо возделывать наш сад», галерея Anna Nova, Санкт-Петербург
- 2015 — «GLASSTRESS Gotika», параллельная программа 56 Венецианской биеннале, Венеция, Италия
- 2015 — «Новые поступления 1998—2014», Русский музей, Санкт-Петербург
- 2014 — «Триумф веселья», Основной проект Московской биеннале, Музей Москвы, Москва
- 2014 — «Сезон побед!», Московский Манеж, Москва
- 2013 — «Департамент труда и занятости», Третьяковская галерея на Крымском валу, 5-я Московская Биеннале, Москва
- 2013 — «Россия ХХI» Русская скульптура, Museum Beelden aan Zee, Гаага, Нидерланды
- 2012 — «Анонимус», Музей Современного Искусства PERMM, Пермь
- 2012 — «От производства к произведению» 2-я Уральская индустриальная биеннале современного искусства, Екатеринбург
- 2012 — Vienna Art Fair 2012, Вена, Австрия
- 2012 — «Mirror, mirror on the wall…», Orel art gallery, Париж
- 2011 — «Искусство есть искусство есть искусство», Московский Музей Современного Искусства, Москва
- 2011 — Biennale d’art contemporain, Лион, Франция
- 2011 — «Во глубине», Биеннале современного искусства, Красноярск
- 2011 — «Врата и двери», Русский музей, Санкт-Петербург
- 2011 — «Новая скульптура», Новый Музей, Санкт-Петербург
- 2010 — «La scène Russe contemporaine», Espace Art et Liberté à Charenton-le-Pont, Париж, Франция
- 2010 — «Vis-à-vis», Ecole des Beaux Arts, Лион
- 2010 — «Рабочие и философы», русско-французский проект, Сколково, Москва
- 2010 — «Идеальное излучение», проект «Небо в искусстве», Государственный Русский Музей, Санкт-Петербург
- 2010 — «Футурология/русские утопии», Музей современного искусства «Гараж», Москва
- 2009 — «Good news», Orel art gallery, Лондон
- 2009 — «Bjcem Association», 14-я биеннале современного искусства в Македонии, Скопье, Македония
- 2008 — «Вторжение-отторжение», Baibakov project, Москва
- 2008 — «The next of Russian today», галерея Loop, Сеул

## Коллекции
- Государственный Русский Музей, Санкт-Петербург
- Московский музей современного искусства, Москва
- ГЦСИ, Москва
- Музей Триеннале, Милан, Италия
- Частные собрания Франции, России, Латвии, Южная Кореи, США, Великобритании, Италии

## Премии
- 2014 — Номинант STRABAG Art award International
- 2013 — Лауреат Премии «Собака Топ 50», Санкт-Петербург
- 2013 — Лауреат Премии «Инновация», ГЦСИ, Москва
- 2013 — Лауреат Премии Курёхина, Санкт-Петербург